# 兹瓦特瓦特兰
茲瓦特瓦特蘭（荷蘭語：Zwartewaterland，荷蘭語：[ˌzʋɑrtəˈʋaːtərlɑnt] ⓘ，意为“茲瓦特河之地”）是荷蘭上艾瑟尔省的一個市镇，位於荷蘭東部。這一地區的主要產業有農業和水上運動產業。

## 外部連結
- 维基共享资源上的相關多媒體資源：兹瓦特瓦特兰
- Official website （页面存档备份，存于）